# Barriac de Plèus
Barriac-les-Bosquets és un municipi francès situat al departament de Cantal i a la regió d'Alvèrnia-Roine-Alps. L'any 2007 tenia 168 habitants.

## Demografia

### Població
El 2007 la població de fet de Barriac-les-Bosquets era de 168 persones. Hi havia 72 famílies de les quals 20 eren unipersonals (12 homes vivint sols i 8 dones vivint soles), 28 parelles sense fills, 12 parelles amb fills i 12 famílies monoparentals amb fills.
La població ha evolucionat segons el següent gràfic:
Habitants censats

### Habitatges
El 2007 hi havia 116 habitatges, 75 eren l'habitatge principal de la família, 39 eren segones residències i 2 estaven desocupats. 109 eren cases i 7 eren apartaments. Dels 75 habitatges principals, 53 estaven ocupats pels seus propietaris, 19 estaven llogats i ocupats pels llogaters i 3 estaven cedits a títol gratuït; 1 tenia una cambra, 3 en tenien dues, 10 en tenien tres, 29 en tenien quatre i 32 en tenien cinc o més. 42 habitatges disposaven pel capbaix d'una plaça de pàrquing. A 44 habitatges hi havia un automòbil i a 20 n'hi havia dos o més.

### Piràmide de població
La piràmide de població per edats i sexe el 2009 era:
| Homes | Edats   | Dones |
| ----- | ------- | ----- |
| 0     | 95 o +  | 0     |
| 0     | 90 a 94 | 0     |
| 0     | 85 a 89 | 0     |
| 4     | 80 a 84 | 0     |
| 4     | 75 a 79 | 12    |
| 24    | 70 a 74 | 16    |
| 4     | 65 a 69 | 8     |
| 12    | 60 a 64 | 0     |
| 8     | 55 a 59 | 0     |
| 0     | 50 a 54 | 4     |
| 4     | 45 a 49 | 12    |
| 4     | 40 a 44 | 4     |
| 8     | 35 a 39 | 8     |
| 4     | 30 a 34 | 0     |
| 4     | 25 a 29 | 8     |
| 0     | 20 a 24 | 0     |
| 8     | 15 a 19 | 0     |
| 4     | 10 a 14 | 0     |
| 8     | 5 a 9   | 0     |
| 8     | 0 a 4   | 0     |

## Economia
El 2007 la població en edat de treballar era de 95 persones, 65 eren actives i 30 eren inactives. De les 65 persones actives 60 estaven ocupades (35 homes i 25 dones) i 5 estaven aturades (1 home i 4 dones). De les 30 persones inactives 12 estaven jubilades, 5 estaven estudiant i 13 estaven classificades com a «altres inactius».

### Ingressos
El 2009 a Barriac-les-Bosquets hi havia 63 unitats fiscals que integraven 136,5 persones, la mediana anual d'ingressos fiscals per persona era de 10.964 €.

### Activitats econòmiques
Dels 4 establiments que hi havia el 2007, 2 eren d'empreses de construcció, 1 d'una empresa d'hostatgeria i restauració i 1 d'una empresa de serveis.
Dels 2 establiments de servei als particulars que hi havia el 2009, 1 era un paleta i 1 restaurant.
L'any 2000 a Barriac-les-Bosquets hi havia 18 explotacions agrícoles.

## Poblacions més properes
El següent diagrama mostra les poblacions més properes.